# Liste des ponts couverts au Québec
Il y a, en 2012, 82 ponts couverts au Québec. Il y a un siècle, il y avait plus de 1 200 ponts couverts au Québec.

## Ponts en service
| Nom                                             | Localisation                                              | Code                  | Ferme                 | Bâti en               | Protection                                                          |
| Abitibi-Témiscamingue                           | Abitibi-Témiscamingue                                     | Abitibi-Témiscamingue | Abitibi-Témiscamingue | Abitibi-Témiscamingue | Abitibi-Témiscamingue                                               |
| ----------------------------------------------- | --------------------------------------------------------- | --------------------- | --------------------- | --------------------- | ------------------------------------------------------------------- |
| Pont Alphonse-Normandin                         | Saint-Dominique-du-Rosaire 48° 44′ 04″ N, 78° 09′ 49″ O   | 61-01-05              | Town Élaboré          | P-00013 1950          |                                                                     |
| Pont Blanc (en ruine)                           | Chazel 48° 58′ 51″ N, 78° 58′ 20″ O                       | 61-02-P1              | Town Mi-Hauteur       | 1947                  |                                                                     |
| Pont Champagne                                  | Val-d'Or 48° 12′ 53″ N, 77° 55′ 32″ O                     | 61-01-29              | Town Élaboré          | P-00154 1941          | Immeuble patrimonial cité (2001)                                    |
| Pont de l'Arche-de-Noé                          | La Morandière 48° 38′ 46″ N, 77° 39′ 03″ O                | 61-01-26              | Town Élaboré          | P-00068 1937          |                                                                     |
| Pont de l'Île                                   | Clerval 48° 41′ 30″ N, 79° 24′ 27″ O                      | 61-02-23              | Town Élaboré          | P-00184 1946          |                                                                     |
| Pont de l'Orignal                               | Rochebaucourt 48° 42′ 17″ N, 77° 33′ 14″ O                | 61-01-18              | Town Élaboré          | P-00067 1942          |                                                                     |
| Pont Dénommée                                   | Saint-Bruno-de-Guigues 47° 29′ 05″ N, 79° 24′ 26″ O       | 61-70-04              | Town Élaboré          | P-07443 1933          |                                                                     |
| Pont des Chutes                                 | Rochebaucourt 48° 42′ 17″ N, 77° 26′ 41″ O                | 61-01-25              | Town Élaboré          | P-00108 1954          |                                                                     |
| Pont du Petit-Quatre                            | Clermont 48° 54′ 29″ N, 79° 19′ 35″ O                     | 61-02-20              | Town Élaboré          | P-00176 1950          |                                                                     |
| Pont Émery-Sicard                               | Saint-Maurice-de-Dalquier 48° 38′ 36″ N, 78° 00′ 18″ O    | 61-01-22              | Town Élaboré          | P-00003 1946          |                                                                     |
| Pont Landry                                     | Latulipe-et-Gaboury 47° 23′ 49″ N, 79° 02′ 50″ O          | 61-70-02              | Town Élaboré          | P-07477 1938          | Immeuble patrimonial cité (2007)                                    |
| Pont Leclerc                                    | La Sarre 48° 50′ 11″ N, 79° 16′ 33″ O                     | 61-02-05              | Town Élaboré          | P-00249 1927          |                                                                     |
| Pont Levasseur                                  | Authier-Nord 48° 50′ 07″ N, 78° 53′ 22″ O                 | 61-02-37              | Town Élaboré          | P-00267 1928          |                                                                     |
| Pont Molesworth                                 | Macamic 48° 44′ 56″ N, 78° 59′ 39″ O                      | 61-02-13              | Town Élaboré          | P-00263 1930          |                                                                     |
| Bas-Saint-Laurent                               |                                                           |                       |                       |                       |                                                                     |
| Pont de la Chute-Neigette                       | Saint-Anaclet-de-Lessard 48° 27′ 05″ N, 68° 18′ 53″ O     | 61-58-03              | Town Élaboré          | 1933                  | Immeuble patrimonial cité (2017)                                    |
| Pont Beauséjour                                 | Amqui 48° 27′ 58″ N, 67° 26′ 00″ O                        | 61-43-25              | Town Élaboré          |                       |                                                                     |
| Pont Bélanger                                   | Métis-sur-Mer 48° 38′ 08″ N, 67° 54′ 20″ O                | 61-42-04              | Town Élaboré          | 1925                  |                                                                     |
| Pont des Anses-Saint-Jean                       | Amqui 48° 29′ 31″ N, 67° 26′ 54″ O                        | 61-43-05              | Town Élaboré          | 1931                  |                                                                     |
| Pont de Routhierville                           | Routhierville 48° 10′ 56″ N, 67° 08′ 57″ O                | 61-43-04              | Town Élaboré          | 1931                  | Immeuble patrimonial classé (2009)                                  |
| Pont des Draveurs                               | Rimouski 48° 21′ 50″ N, 68° 22′ 07″ O                     | 61-58-04              | Town Élaboré          | 1930                  |                                                                     |
| Pont du Collège                                 | Saint-Onésime-d'Ixworth 47° 17′ 33″ N, 69° 57′ 06″ O      | 61-32-02              | Town Élaboré          | 1919                  | Immeuble patrimonial cité (2002)                                    |
| Pont François-Gagnon                            | Saint-René-de-Matane 48° 42′ 24″ N, 67° 23′ 22″ O         | 61-42-06              | Town Élaboré          | 1942                  |                                                                     |
| Pont Heppell                                    | Causapscal 48° 18′ 43″ N, 67° 14′ 29″ O                   | 61-43-02              | Town Élaboré          | 1909                  | Immeuble patrimonial cité (2009)                                    |
| Pont Jean-Chassé                                | Saint-René-de-Matane 48° 43′ 12″ N, 67° 24′ 50″ O         | 61-42-01              | Town Élaboré          | 1945                  |                                                                     |
| Pont Pierre-Carrier                             | Saint-Ulric 48° 46′ 20″ N, 67° 41′ 05″ O                  | 61-42-05              | Town Élaboré          | 1918                  |                                                                     |
| Pont Romain-Caron                               | Saint-Jean-de-la-Lande 47° 23′ 43″ N, 68° 43′ 13″ O       | 61-71-03              | Town Élaboré          | 1940                  | Immeuble patrimonial cité (2006)                                    |
| Capitale-Nationale                              |                                                           |                       |                       |                       |                                                                     |
| Pont de Saint-Placide-de-Charlevoix             | Baie-Saint-Paul 47° 24′ 28″ N, 70° 37′ 03″ O              | 61-14-03              | Town Élaboré          | 1926                  | Immeuble patrimonial cité (2002)                                    |
| Centre-du-Québec                                |                                                           |                       |                       |                       |                                                                     |
| Pont Descormiers                                | Saint-Rémi-de-Tingwick 45° 53′ 51″ N, 71° 46′ 38″ O       | 61-04-07              | Poinçons              | 1904                  |                                                                     |
| Pont des Raymond                                | Bécancour 46° 15′ 36″ N, 72° 24′ 08″ O                    | 61-51-01              | Town Élaboré          | 1928                  |                                                                     |
| Pont Étienne-Poirier                            | Saint-Célestin 46° 11′ 50″ N, 72° 23′ 24″ O               | 61-51-03              | Town Élaboré          | 1905                  |                                                                     |
| Pont Lambert                                    | Sainte-Sophie-d'Halifax 46° 07′ 41″ N, 71° 45′ 55″ O      | 61-44-08              | Town Élaboré          | 1948                  |                                                                     |
| Pont Joseph-Édouard-Perrault                    | Warwick 45° 57′ 23″ N, 72° 00′ 24″ O                      | 61-04-06              | Town Élaboré          | 1929                  | Immeuble patrimonial cité (1999)                                    |
| Chaudière-Appalaches                            |                                                           |                       |                       |                       |                                                                     |
| Pont Caron                                      | Val-Alain 46° 25′ 19″ N, 71° 42′ 20″ O                    | 61-40-04              | Town Élaboré          | 1933                  |                                                                     |
| Pont Bolduc                                     | Sainte-Clotilde-de-Beauce 46° 07′ 43″ N, 70° 59′ 15″ O    | 61-06-02              | Town Élaboré          | 1937                  |                                                                     |
| Pont des Défricheurs                            | Sainte-Lucie-de-Beauregard 46° 45′ 15″ N, 70° 03′ 33″ O   | 61-47-02              | Town Élaboré          | 1936                  |                                                                     |
| Pont du Sault                                   | Saint-Adalbert 46° 55′ 08″ N, 69° 53′ 46″ O               | 61-39-01              | Town Élaboré          | 1943                  |                                                                     |
| Pont Napoléon-Grondin                           | Saint-Éphrem-de-Beauce 46° 03′ 33″ N, 70° 54′ 29″ O       |                       | Town Élaboré          | 1933                  | Immeuble patrimonial cité (1991)                                    |
| Pont Perrault                                   | Notre-Dame-des-Pins 46° 10′ 57″ N, 70° 43′ 01″ O          | 61-06-01              | Town Élaboré          | 1928                  | Immeuble patrimonial classé (2004)                                  |
| Pont Rouge                                      | Sainte-Agathe-de-Lotbinière 46° 19′ 50″ N, 71° 24′ 53″ O  | 61-44-01              | Town Élaboré          | 1928                  | Immeuble patrimonial cité (2006)                                    |
| Pont Saint-André                                | Saint-Sylvestre 46° 21′ 34″ N, 71° 19′ 14″ O              | 61-40-03              | Town Élaboré          | 1927                  |                                                                     |
| Côte-Nord                                       |                                                           |                       |                       |                       |                                                                     |
| Pont Émile-Lapointe                             | Pointe-aux-Outardes 49° 05′ 41″ N, 68° 18′ 38″ O          | 61-62-03              | Town Élaboré          | 1945                  |                                                                     |
| Pont Louis-Gravel                               | Sacré-Cœur 48° 16′ 04″ N, 69° 54′ 31″ O                   | 61-62-01              | Town Élaboré          | 1934                  |                                                                     |
| Estrie                                          |                                                           |                       |                       |                       |                                                                     |
| Pont Cousineau                                  | Valcourt 45° 29′ 54″ N, 72° 18′ 50″ O                     | 61-66-02              | Town Simple           | 1888                  |                                                                     |
| Pont de la Frontière                            | Potton 45° 00′ 42″ N, 72° 22′ 25″ O                       | 61-11-03              | Town Simple           | 1896                  | Immeuble patrimonial cité (2008)                                    |
| Pont de Milby                                   | Waterville 45° 18′ 54″ N, 71° 49′ 23″ O                   | 61-67-03              | Town Simple           | 1873                  | Immeuble patrimonial cité (1992)                                    |
| Pont d'Eustis                                   | Compton 45° 18′ 11″ N, 71° 54′ 48″ O                      | 61-18-02              | Poinçons Multiples    | 1908                  |                                                                     |
| Pont Drouin                                     | Compton 45° 15′ 50″ N, 71° 51′ 05″ O                      | 61-18-01              | Poinçons Multiples    | 1886                  |                                                                     |
| Pont John-Cook                                  | Cookshire-Eaton 45° 25′ 19″ N, 71° 37′ 57″ O              | 61-18-04              | Town Intermédiaire    | 1868                  |                                                                     |
| Pont McDermott                                  | Cookshire-Eaton 45° 23′ 34″ N, 71° 33′ 22″ O              | 61-18-06              | Poinçons Multiples    | 1886                  |                                                                     |
| Pont McVetty-McKenzie                           | Lingwick 45° 37′ 10″ N, 71° 23′ 42″ O                     | 61-18-08              | Town Simple           | 1893                  | Site patrimonial cité (2003)                                        |
| Pont Narrows                                    | Canton de Stanstead 45° 05′ 32″ N, 72° 12′ 03″ O          | 61-69-03              | Town Simple           | 1881                  |                                                                     |
| Gaspésie–Îles-de-la-Madeleine                   |                                                           |                       |                       |                       |                                                                     |
| Pont de Saint-Edgar                             | New Richmond 48° 14′ 15″ N, 65° 43′ 32″ O                 | 61-10-05              | Town Élaboré          | P-01289 1938          | Immeuble patrimonial cité (2003) Immeuble patrimonial classé (2009) |
| Pont Galipeault                                 | Grande-Vallée 49° 13′ 21″ N, 65° 07′ 33″ O                | 61-23-01              | Town Élaboré          | P-02727 1923          |                                                                     |
| Lanaudière                                      |                                                           |                       |                       |                       |                                                                     |
| Pont Grandchamp                                 | Sainte-Geneviève-de-Berthier 46° 05′ 35″ N, 73° 12′ 41″ O | 61-09-02              | Town Élaboré          | P-01131 1918          | Immeuble patrimonial cité (2018)                                    |
| Laurentides                                     |                                                           |                       |                       |                       |                                                                     |
| Pont Armand-Lachaîne                            | Chute-Saint-Philippe 46° 38′ 36″ N, 75° 16′ 08″ O         | 61-33-05              | Town Élaboré          | 1906                  |                                                                     |
| Pont de Ferme-Rouge Est                         | Saint-Aimé-du-Lac-des-Îles 46° 25′ 36″ N, 73° 12′ 40″ O   | 61-33-02              | Town Élaboré          | 1903                  | Immeuble patrimonial classé (1990)                                  |
| Pont de Ferme-Rouge Ouest                       | Saint-Aimé-du-Lac-des-Îles 46° 25′ 36″ N, 75° 25′ 44″ O   | 61-33-03              | Town Élaboré          | 1903                  | Immeuble patrimonial classé (1990)                                  |
| Pont Macaza                                     | La Macaza 46° 21′ 24″ N, 74° 46′ 46″ O                    | 61-33-10              | Town Élaboré          | 1904                  | Immeuble patrimonial cité (2016)                                    |
| Pont Prud'homme                                 | Brébeuf 46° 04′ 22″ N, 74° 37′ 30″ O                      | 61-72-01              | Town Élaboré          | 1918                  |                                                                     |
| Mauricie                                        |                                                           |                       |                       |                       |                                                                     |
| Pont Bordeleau                                  | Saint-Séverin 46° 40′ 24″ N, 72° 33′ 28″ O                | 61-13-03              | Town Élaboré          | 1932                  |                                                                     |
| Pont de Saint-Mathieu                           | Saint-Mathieu-du-Parc 46° 36′ 10″ N, 72° 53′ 02″ O        | 61-65-01              | Town Élaboré          | 1936                  | Immeuble patrimonial cité (2001)                                    |
| Pont Ducharme                                   | La Bostonnais 47° 31′ 11″ N, 72° 40′ 51″ O                | 61-37-02              | Town Élaboré          | 1946                  | Immeuble patrimonial classé (2006)                                  |
| Pont Thiffault                                  | La Bostonnais 47° 33′ 45″ N, 72° 38′ 15″ O                | 61-37-03              | Town Élaboré          | 1946                  |                                                                     |
| Montérégie                                      |                                                           |                       |                       |                       |                                                                     |
| Pont Balthazar                                  | Brigham 45° 16′ 51″ N, 72° 50′ 07″ O                      | 61-11-01              | Town Élaboré          | 1932                  |                                                                     |
| Pont Decelles                                   | Brigham 45° 16′ 51″ N, 72° 45′ 43″ O                      | 61-11-02              | Town Élaboré          | 1938                  |                                                                     |
| Pont de Powerscourt                             | Elgin Hinchinbrooke 45° 00′ 25″ N, 74° 09′ 40″ O          | 61-27-01              | McCallum              | 1861                  | Lieu historique national (1984) Immeuble patrimonial classé (1987)  |
| Pont de Des Rivières                            | Notre-Dame-de-Stanbridge 45° 09′ 28″ N, 73° 03′ 04″ O     | 61-45-03              | Howe                  | 1884                  | Immeuble patrimonial classé (2015)                                  |
| Pont de Freeport                                | Cowansville 45° 13′ 06″ N, 72° 46′ 02″ O                  | 61-45-02              | Town Simple           | 1870                  |                                                                     |
| Pont Guthrie                                    | Saint-Armand 45° 03′ 56″ N, 72° 57′ 29″ O                 | 61-45-01              | Town Intermédiaire    | 1888                  |                                                                     |
| Nord-du-Québec                                  |                                                           |                       |                       |                       |                                                                     |
| Pont des Pionniers                              | Eeyou Istchee Baie-James 49° 07′ 35″ N, 79° 15′ 18″ O     | 61-01-32              | Town Élaboré          | 1943                  |                                                                     |
| Pont des Souvenirs                              | Eeyou Istchee Baie-James 49° 02′ 19″ N, 79° 10′ 47″ O     | 61-02-33              | Town Élaboré          | 1954                  |                                                                     |
| Pont Maurice-Duplessis                          | Eeyou Istchee Baie-James 49° 04′ 04″ N, 79° 10′ 30″ O     | 61-02-32              | Town Élaboré          | 1948                  |                                                                     |
| Pont du Canton Laas (en ruine)                  | Lebel-sur-Quévillon 48° 59′ 01″ N, 77° 09′ 28″ O          | 61-01-30              | Town Élaboré          | 1958                  |                                                                     |
| Pont Taschereau                                 | Eeyou Istchee Baie-James 49° 07′ 35″ N, 79° 12′ 03″ O     | 61-02-39              | Town Élaboré          | 1939                  |                                                                     |
| Outaouais                                       |                                                           |                       |                       |                       |                                                                     |
| Pont Cousineau                                  | Gracefield 46° 03′ 57″ N, 76° 06′ 27″ O                   | 61-25-08              | Town Élaboré          | 1932                  |                                                                     |
| Pont de l'Aigle                                 | Egan-Sud 46° 27′ 10″ N, 76° 02′ 41″ O                     | 61-25-11              | Town Élaboré          | 1925                  |                                                                     |
| Pont du Ruisseau-Meech                          | Chelsea 45° 34′ 57″ N, 75° 53′ 45″ O                      | 61-25-12              | Town Élaboré          | 1924                  |                                                                     |
| Pont Félix-Gabriel-Marchand                     | Fort-Coulonge 45° 51′ 41″ N, 76° 44′ 26″ O                | 61-53-01              | Poinçons Doubles      | 1898                  | Immeuble patrimonial classé (1988)                                  |
| Pont couvert de Wakefield (Ancien pont Gendron) | Wakefield 45° 38′ 44″ N, 75° 55′ 10″ O                    | 61-25-07              | Town Élaboré          | P-03043 1997          |                                                                     |
| Pont Marois                                     | Gracefield 46° 07′ 08″ N, 76° 56′ 34″ O                   | 61-25-02              | Town Élaboré          | 1933                  |                                                                     |
| Pont Savoyard                                   | Grand-Remous 46° 35′ 30″ N, 75° 55′ 48″ O                 | 61-25-15              | Town Élaboré          | 1931                  |                                                                     |
| Saguenay–Lac-Saint-Jean                         |                                                           |                       |                       |                       |                                                                     |
| Pont du Faubourg                                | L'Anse-Saint-Jean 48° 14′ 05″ N, 70° 12′ 10″ O            | 61-17-01              | Town Élaboré          | 1929                  |                                                                     |
| Pont du Lac-Ha! Ha!                             | Ferland-et-Boilleau 48° 04′ 00″ N, 70° 49′ 27″ O          | 61-17-04              | Town Élaboré          | 1934                  | Site patrimonial cité (2011)                                        |
| Pont Rouge                                      | Sainte-Jeanne-d'Arc 48° 52′ 59″ N, 72° 05′ 05″ O          | 61-60-04              | Town Élaboré          | 1936                  |                                                                     |

## Ponts disparus
| Nom                           | Localisation                                  | Code                  | Ferme                 | Bâti en               | Disparu en                                                  |
| Abitibi-Témiscamingue         | Abitibi-Témiscamingue                         | Abitibi-Témiscamingue | Abitibi-Témiscamingue | Abitibi-Témiscamingue | Abitibi-Témiscamingue                                       |
| ----------------------------- | --------------------------------------------- | --------------------- | --------------------- | --------------------- | ----------------------------------------------------------- |
| Pont de la Calamité           | La Sarre 48° 50′ 05″ N, 79° 14′ 48″ O         | 61-02-04              | Town Élaboré          | 1927                  | 2021 (Incendié)                                             |
| Pont Cameron                  | Saint-Eugène-de-Guigues                       | 61-70-16              | Town élaboré          | 1923                  | 1944 (Remplacé par un pont de béton)                        |
| Pont Carrier                  | Val-d'Or                                      | 61-01-28              | Town élaboré          | 1955                  | 18 août 2011 (Incendié)                                     |
| Pont de Chazel                | Saint-Janvier (Chazel)                        | 61-02-11              | Town élaboré          | 1935                  | 30 août 1996 (Incendié)                                     |
| Pont de Despinassy            | Lac-Despinassy                                | 61-01-15              | Town élaboré          | 1949                  | 1974 (Défoncé par un camion trop lourd)                     |
| Pont de la Traverse           | Eeyou Istchee Baie-James                      | 61-02-P11             | Town mi-hauteur       | 1940-45               | 2012 (Emporté par la crue du printemps)                     |
| Pont de Villemontel           | Villemontel (Trécesson)                       | 61-01-06              | Town élaboré          | 1950                  | 1979 (Emporté par la crue du printemps)                     |
| Pont du Grassy Narrow         | Moffet                                        | 61-70-12              | Town élaboré          | ~1950                 | 1983 (Incendié)                                             |
| Pont du Panache               | Amos (St-Félix-de-Dalquier)                   | 61-01-21              | Town élaboré          | 1955                  | 2006 (Incendié)                                             |
| Pont du Petit-Sept            | Cléricy                                       | 61-02-P22             | Town mi-hauteur       | 1950                  | 1987 (Démoli)                                               |
| Pont du Rang II               | Launay (Québec)                               | 61-02-26              | Town élaboré          | 1922                  | 1989 (Démoli par le propriétaire)                           |
| Pont du Village               | Val-d'Or (Val-Senneville)                     | 61-01-27              | Town élaboré          | 1944                  | 1985 (Démoli en échange de la restauration du pont Carrier) |
| Pont Lavigne                  | Lac-Despinassy                                | 61-01-31              | Town élaboré          | 1955                  | 1983 (Incendié)                                             |
| Pont Ojima                    | Saint-Eugène-de-Chazel (TNO de Rivière-Ojima) | 61-02-38              | Town élaboré          | 1953                  | 1973 (Démoli illégalement pour son bois)                    |
| Pont Turgeon                  | Trécesson (Villemontel)                       | 61-01-07              | Town élaboré          | 1953                  | 1996 (Incendié)                                             |
| Pont Vautrin                  | Preissac                                      | 61-01-08              | Town élaboré          | 1937                  | 1983 (Démoli faute d'argent pour le préserver)              |
| Pont 61-01-59                 | Saint-Marc-de-Figuery                         | 61-01-59              | Town élaboré          | 1914                  | ~1955 (Démoli)                                              |
| Pont 61-02-31                 | Taschereau                                    | 61-02-31              | Town élaboré          | N/D                   | 1978 (Remplacé par un pont moderne)                         |
| Pont 61-02-P21                | Languedoc (TNO de Rivière-Ojima)              | 61-02-P21             | Town mi-hauteur       | N/D                   | 1985 (Démoli)                                               |
| Pont 61-02-P22                | Languedoc (TNO de Rivière-Ojima)              | 61-02-P22             | Town mi-hauteur       | N/D                   | 1985 (Démoli)                                               |
| Bas-Saint-Laurent             |                                               |                       |                       |                       |                                                             |
| Pont de la Coulée-Carrier     | Matane                                        | 61-42-03              | Town élaboré          | 1936                  | 2007 (Détruit par une crue)                                 |
| Pont de la Rivière-Hâtée      | Le Bic                                        | 61-58-05              | Town élaboré          | 1936                  | 1999 (Incendie criminel)                                    |
| Pont Durette                  | Matane                                        | 61-42-02              | Town élaboré          | 1925                  | 1979 (Démoli)                                               |
| Pont Imbeault                 | Saint-Léon-le-Grand                           | 61-43-08              | Town élaboré          | 1906                  | 1987 (Démoli)                                               |
| Pont Ouelle-Est               | Saint-Onésime-d'Ixworth                       | 61-32-01              | Town élaboré          | 1909                  | 1985 (Démoli)                                               |
| Pont Plante                   | Causapscal (Saint-Jacques-le-Majeur)          | 61-43-03              | Town élaboré          | 1910                  | 1987 (Démoli)                                               |
| Pont Rouge                    | Trinité-des-Monts                             | 61-58-08              | Town élaboré          | 1933                  | 1994 (Embâcle de printemps)                                 |
| Pont Ste-Jeanne-d’Arc         | Sainte-Jeanne-d'Arc (La Mitis)                | 61-43-01              | Town élaboré          | 1937                  | 1981 (Incendié, 1 an après sa rénovation complète)          |
| Capitale-Nationale            |                                               |                       |                       |                       |                                                             |
| Pont Redman                   | Saint-Gabriel-de-Valcartier                   | 61-55-02              | Town élaboré          | 1931                  | 1972 (Incendie criminel)                                    |
| Pont Rouge                    | Saint-Ferréol-les-Neiges                      | 61-48-02              | Town élaboré          | ~1900                 | 1961 (Démoli)                                               |
| Pont 61-54-04                 | Saint-Ferréol-les-Neiges                      | 61-54-04              | Town élaboré          | N/D                   | 1960 (Remplacé par un pont moderne)                         |
| Centre-du-Québec              |                                               |                       |                       |                       |                                                             |
| Pont des Leblanc              | Précieux-Sang (Bécancour)                     | 61-51-07              | Town élaboré          | 1936                  | 1975 (Remplacé par un pont moderne)                         |
| Pont Picard                   | Saint-Rémi-de-Tingwick                        | 61-04-08              | Lambourdes            | ~1900                 | 1982 (Détruit lors d'un violent orage)                      |
| Pont Poisson                  | Saint-Rémi-de-Tingwick                        | 61-04-09              | Poinçon simple        | ~1900                 | 1998 (Détruit par une crue)                                 |
| Pont Lanaisse                 | Warwick                                       | 61-04-04              | Town élaboré          | 1932                  | 1969                                                        |
| Chaudière-Appalaches          |                                               |                       |                       |                       |                                                             |
| Pont Bolduc                   | Val-Alain                                     | 61-40-06              | Town élaboré          | 1942                  | 1971 (Démoli)                                               |
| Pont Daaquam                  | Saint-Just-de-Bretenières                     | 61-47-01              | Town élaboré          | 1938                  | 1961 (Replacé par un pont moderne)                          |
| Pont de la Rivière-Noire      | Saint-Camille-de-Lellis                       | 61-08-01              | Town élaboré          | 1905                  | 1953 (Remplacé par un pont moderne)                         |
| Pont Dénéchaud-Fraser         | Saint-François-de-la-Rivière-du-Sud           | 61-47-05              |                       | 1823                  | 1854 (Emporté par les glaces)                               |
| Pont de Saint-Pamphile        | Saint-Pamphile                                | 61-39-02              | Town élaboré          |                       | 1976 (Remplacé par un pont moderne)                         |
| Pont du Moulin-Têtu           | Saint-Étienne-de-Lauzon                       | 61-38-01              | Town élaboré          | 1930                  | 1975 (Remplacé par un pont moderne)                         |
| Pont du Village               | Sainte-Lucie-de-Beauregard                    | 61-47-03              | Town élaboré          | 1916                  | 1962 (Remplacé par un pont moderne)                         |
| Pont Morin                    | Val-Alain                                     | 61-40-05              | Town élaboré          | 1942                  | 1971 (Démoli)                                               |
| Pont 61-08-02                 | Saint-Vallier                                 | 61-08-02              |                       |                       |                                                             |
| Pont 61-08-P01                | Saint-Magloire                                | 61-08-P01             | Town mi-hauteur       |                       | 1945 (Remplacé par un pont moderne)                         |
| Pont 61-39-03                 | Saint-Pamphile                                | 61-39-03              | Town élaboré          |                       | 1962 (Remplacé par un pont moderne)                         |
| Pont 61-39-P01                | Saint-Damase-de-L'Islet                       | 61-39-P01             | Town mi-hauteur       | Avant 1912            | 1923 (Remplacé par un pont moderne)                         |
| Pont 61-47-04                 | Saint-François-de-la-Rivière-du-Sud           | 61-47-04              | Howe                  | 1864                  | 1887 (Emporté par le vent)                                  |
| Pont 61-47-P01                | Saint-Fabien-de-Panet                         | 61-47-P01             | Town mi-hauteur       |                       | Après 1945 (Remplacé par un pont moderne)                   |
| Estrie                        |                                               |                       |                       |                       |                                                             |
| Pont de Capelton              | Hatley                                        | 61-67-02              | Town et poinçons      | 1862                  | 2002 (Incendie criminel)                                    |
| Pont de la rue St-Marc        | Coaticook (ville)                             | 61-69-02              | Poinçons multiples    | 1887                  | 1979 (Démoli)                                               |
| Pont de St-Camille            | Saint-Camille                                 | 61-75-03              | Town élaboré          | 1933                  | 1996 (Incendie criminel)                                    |
| Pont Edward                   | Compton                                       | 61-18-13              | Poinçons multiples    | 1888                  | 1964 (Détruit par les glaces)                               |
| Pont Fuller                   | Ascot Corner                                  | 61-67-01              | Poinçons multiples    | N/D                   | 1970 (Incendié)                                             |
| Pont Gibson                   | Melbourne                                     | 61-57-02              | Town simple           | 1888                  | 1988 (Incendié)                                             |
| Pont North Branch             | Potton                                        | 61-11-04              | Town simple           | N/D                   | 1980 (Écroulé par manque d’entretien)                       |
| Pont Ste-Catherine            | Ayer's Cliff                                  | 61-69-04              | Town élaboré          | 1928                  | 1985 (Incendie criminel)                                    |
| Pont Scotstown                | Scotstown                                     | 61-18-07              | Town élaboré          | N/D                   | 1973 (Remplacé par un pont de béton)                        |
| Pont Willis-Leggett           | Saint-Isidore-d'Auckland                      | 61-18-09              | Town élaboré          | 1944                  | 2001(Incendié)                                              |
| Gaspésie–Îles-de-la-Madeleine |                                               |                       |                       |                       |                                                             |
| Pont du Village               | Port-Daniel                                   | 61-10-09              | Town élaboré          | 1920                  | 1944 (Démoli)                                               |
| Pont Rouge                    | Port-Daniel                                   | 61-10-03              | Town élaboré          | 1938                  | 1994 (Incendie criminel)                                    |
| Pont Ste-Marthe               | La Martre                                     | 61-23-06              | Town élaboré          | 1922                  | 1953 (démoli)                                               |
| Pont de Grande-Rivière        | Grande-Rivière                                | 61-24-17              | Town élaboré          | 1897                  | 1939 (incendie)                                             |
| Pont de Saint-Godefroi        | Hope Town                                     | 61-10-10              | Town élaboré          | après 1927            | 1961 (démoli)                                               |
| Laurentides                   |                                               |                       |                       |                       |                                                             |
| Pont du Village               | Chute-Saint-Philippe                          | 61-33-04              | Town élaboré          | 1937                  | 1974 (Incendié)                                             |
| Pont Gareau                   | Lac-Douaire                                   | 61-46-01              | Town élaboré          | 1944                  | 2007 (Démoli par la compagnie Nexfor)                       |
| Pont Meilleur                 | Lac-des-Écorces                               | 61-33-06              | Town élaboré          | 1899                  | 1989 (Remplacé par un pont moderne)                         |
| Mauricie                      |                                               |                       |                       |                       |                                                             |
| Pont du Village               | Saint-Adelphe                                 | 61-13-01              | Town élaboré          | 1924                  | 1965 (Remplacé par un pont moderne)                         |
| Pont du Ruisseau-Plat         | Sainte-Ursule                                 | 61-41-01              | Town élaboré          | 1924                  | 1985 (Partiellement incendié puis démoli)                   |
| Pont du Lac-Croche            | Sainte-Thècle                                 |                       | Town élaboré          | 1918                  | 1955 (Remplacé par un pont en ciment)                       |
| Outaouais                     |                                               |                       |                       |                       |                                                             |
| Pont Bowman                   | Val-des-Bois                                  | 61-52-06              | Town élaboré          | 1929                  | 1995 (Incendié)                                             |
| Pont Gendron                  | Wakefield                                     | 61-25-07              | Town élaboré          | 1915                  | 1984 (Incendie criminel)                                    |
| Pont Kelly                    | Low 45° 49′ 23″ N, 76° 01′ 12″ O              | 61-25-13              | Town élaboré          | 1923                  | 19 janvier 2019 (Incendie)                                  |
| Saguenay–Lac-Saint-Jean       |                                               |                       |                       |                       |                                                             |
| Pont Carbonneau               | Saint-Félicien                                | 61-60-23              | Town élaboré          | 1909                  | 1942 (Emporté par les glaces)                               |
| Pont de la Passe              | Ferland-et-Boilleau                           | 61-17-05              | Town élaboré          | 1934                  | 1965 (Remplacé par un pont moderne)                         |
| Pont des Peupliers            | Saguenay (La Baie)                            | 61-17-06              | Town élaboré          | 1934                  | 1996 (Emporté lors du déluge du Saguenay )                  |
| Pont de Ticouapé              | Saint-Félicien                                | 61-60-05              | Town élaboré          | 1905                  | 1965 (Remplacé par un pont moderne)                         |
| Pont Notre-Dame-de-Lorette    | Notre-Dame-de-Lorette                         | 61-60-08              | Town élaboré          | 1943                  | 1980 (Remplacé par un pont de béton)                        |
| Pont Price                    | Dolbeau-Mistassini                            | 61-60-42              | Town élaboré          | N/D                   | 1948 (Remplacé par un pont de béton)                        |